# 冷枪冷炮运动
冷枪冷炮运动，又称作冷枪冷炮战，是1952年-1953年朝鲜战争期间中国志愿军对联合国军发起的高密度、低强度的小规模偷袭和狙击战斗。

## 简介
冷枪冷炮运动亦称“冷枪冷炮打活靶”，其口号是“让敌人低下头来”，冷炮战术配合志愿军的狙击活动，作战效率成倍提高，各个兵器依据兵器性能，目标特点有着明确的任务区和射击区域分工。
- 冷枪运动：冷枪运动又称作狙击手活动，指通过培养大量狙击手或侦察兵游动于联合国军阵地周围猎杀或偷袭联合国军士兵，或者侦查目标为冷炮提供坐标，冷枪主要狙击500-1000米的目标，侦察兵穿梭于双方阵地之间偷袭，为冷炮侦查目标或通过地雷搬家方式将联合国军阵地前的地雷起出返埋到联合国军后方的交通线上。
- 冷炮运动：冷炮运动又称游击炮运动，冷炮主要打击500-3000米的目标，用炮火支援或者火箭筒伏击通过耗费最少的弹药杀伤或摧毁联合国军守备工事和坦克等冷枪无法打击的目标，并在对方反击前迅速转移阵地。

## 起源
冷枪冷炮战起源于第五次战役结束后的阵地战阶段。早在双方进入阵地战阶段初期，中国志愿军许多团以下部队就针对联合国军的守备据点进行了多次偷袭行动，并取得大量战果。不过这些战斗多是个别部队组织的，并未扩散至全军。后来中国志愿军高层发现这种作战方法的巨大作用，于是在志愿军全军开展全面的冷枪冷炮运动。

## 经过
朝鲜战争进入1952年后双方阵地进入拉锯战状态。为大量杀伤和消耗联合国军有生力量，1951年1月29日，志愿军司令部向前线守备部队发出命令，要求全军范围内组织特等射手，对联合国军单个目标进行射杀。5月起扩展成全军范围内的狙击运动，8月起炮兵也加入其中，最终形成全军性的冷枪冷炮运动，一直持续到战争结束。

## 结果
冷枪冷炮运动从1952年开始，志愿军集中大量狙击手和神炮手积极作战。中方聲稱平均每2发子弹毙伤一名士兵、每30发炮弹毁伤一辆坦克、25发炮弹击毁一辆汽车、给予联合国军重大杀伤。截至朝鲜战争结束冷枪冷炮运动共毙伤美韩等联合国军5.2万人，其效果不亚于发动一场战役。